# Kafkas
Kafkas sind eine 1995 in Fulda gegründete deutsche Band, die die Musikbereiche Pop, Rock und Punk mit Electroelementen kombiniert.

## Bandgeschichte
Die Band bezeichnete anfangs ihre Musik als „Punk ohne Nietenlederjacke“ und „Hardcore ohne Muskeln“. Mit dem Album Paula (2010) öffnete sich die Band auch anderen Musikrichtungen und integrierte elektronische Elemente in einige Songs. Sie beschreiben sich selber ironisch als „die Münchner Freiheit des Punkrocks“. Die Bandmitglieder geben sich Künstlernamen, die sich aus dem eigenen Vornamen, sowie dem Vornamen der Mutter und dem Zusatz „Kafka“ als Nachnamen zusammensetzen.
Im August 2014 erschien die 6-Song EP Lebenslang auf dem bandeigenen Label Domcore. Mit der Singleauskopplung Ich tanze nackt in meinem Zimmer wurde die Band u. a. bei Radiosendern wie hr3, Bayern 3, NDR 2, N-Joy, MDR Sputnik, You FM, Dasding oder WDR 2 gespielt. Der dazugehörige Clip bekam im Instore TV von McDonald’s in Deutschland eine dreimonatige Rotation und wurde auch auf RTL.de vorgestellt. Mit dem Song Für immer waren Kafkas durch die erhaltenen Likes der Hörer für sechs Wochen in den Hörercharts des hessischen Radiosenders You FM. Dort erreichte der Song Platz 32.
Mit dem Song "Klatscht in die Hände" erreichte die Band 2010 beim Musiksender MTV Platz 1 in der Sendung "Rockzone". Der zugehörige Musikclip wurde 2009 auch auf SAT1 und RTL Luxemburg vorgestellt.
Da die Band sich immer bemühte, möglichst keine Klischees zu vertreten und musikalisch vielseitig zu agieren, ist auch die Hörerschaft heterogen zusammengesetzt und keiner speziellen Musiksparte zugehörig. Es ist der Band wichtig, einen direkten Kontakt zu den Hörern zu pflegen. So können die Tonträger und Merchandise bei der Band direkt geordert werden. Nach der Veröffentlichung der EP Lebenslang äußerte sich Markus Gabi Kafka in einem Interview mit dem hessischen Rundfunk ironisch: „Wir sind in den sozialen Netzwerken Zwerge, aber in Sachen Direktbestellungen Metallica.“
Die Bandmitglieder vertreten u. a. die Meinung, dass jedes auf der Erde geborene Lebewesen ein möglichst schmerzfreies und unversehrtes Leben führen können soll, egal welcher Abstammung, Rasse, Spezies und welchen Geschlechts es ist. Deshalb sind sie u. a. überzeugte Vegetarier bzw. Veganer. Außerdem unterstützt die Band seit Jahren Projekte zum Schutz des tropischen Regenwaldes und zur Rettung von bedrohten Orang-Utans. Gegen Homophobie auch innerhalb der alternativen Musikszene, sprach sich die Band immer wieder aus. So veröffentlichen Kafkas für einen Samplerbeitrag den Song Schwule Punks, in dem sie gegen Schwulenfeindlichkeit auch innerhalb der Punkszene Stellung bezogen.
Von der kanadischen Band Propagandhi wurden Kafkas dreimal als Toursupport eingeladen. Kafkas spielten inzwischen Konzerte in Deutschland, Schweiz, Österreich, Belgien, Bulgarien, Luxemburg und Ungarn. Die Band war immer bemüht, nicht nur große Clubs und Festivals, wie beispielsweise dem Deichbrand, auf welchem Kafkas bereits zweimal spielten, sondern auch möglichst viele, kleine unterschiedliche Clubs zu bespielen, um das Livegefühl nicht zu verlieren, immer neue Impulse zu gewinnen und lebendig zu bleiben. Seit 2014 spielt die Band auch ausgewählte Konzerte mit einem Akustik- und Elektro-Set. Die Band trennte sich von ihrem (Live-)Schlagzeuger und verkündete, in Zukunft lieber ohne Schlagzeuger weitermachen zu wollen. Dafür möchte die Band voraussichtlich mit einer Backgroundsängerin weiterarbeiten, welche auch schon auf einigen Songs der Lebenslang-EP zu hören ist.
Über das Album Paula schreibt der Schriftsteller Oliver Uschmann: „Es gibt Bands, die reifen von rotzigen Rebellen zu seriösen Sentimentalisten heran. Von Renitenz zu Raiffeisenbank. Nicht so die Kafkas. Sie werden erwachsen, ohne aufzugeben. Sie schreiben plötzlich Songs, so horizontweit wie die Weakerthans, sogar verspielt und bastelfreudig. Sie offenbaren persönliche Gefühle. Sie gehen ans Herz. Und trotzdem haben sie noch den Zorn, den die einen dauerjugendlich und die anderen prinzipientreu nennen. Wie das Tagebuch eines Aktivisten, der endlich anfängt, sich auch um sich selbst zu kümmern, seine Sache dafür aber nicht vergisst. Aufwühlend und anders.“ Die EP Lebenslang beschreibt er wie folgt: „Lebkuchenherz statt Nietenarmband, Melodie statt Aggression und Ausflüge in die Elektronik statt stilistischer Orthodoxie – die Kafkas machen Punk für Nerds, der Introvertiertheit in Hooklines umwandelt. Wunderbar!“
Am 26. August 2016 veröffentlicht die Band ihr sechstes Album mit dem Titel St. Helena. Hieraus erschien am 24. Juni 2016 die Vorabsingle Kein Meer. Die Single erreichte am 4. Juni 2016 in den Trend-Charts der Radioairplays direkt Platz 199. Außerdem erhielt der Clip zur Single eine Rotation beim Musiksender Go TV und im Ich liebe es TV von McDonald’s, wo er somit täglich in den Verkaufsfilialen ausgestrahlt wurde. Airplays erhielt die Single u. a. bei Radiosendern wie HR3, NDR 1 Radio MV, WDR 2, MDR Sachsen-Anhalt, NDR 2, Bayern 3, Das Ding, 103.7 Unser Ding, Puls, BRF1, Bremen Eins und delta radio. Die Videopremiere präsentierte Clipfish zusammen mit RTL II Online. Im September 2016 war die Band zu Gast in der Late-Night-Show "Bombis Nachtwache" im HR-Fernsehen. In der Show mit Jörg Bombach und Daniel Boschmann präsentierten Kafkas die Single "Kein Meer". Im Dezember 2016 stellte die Band bei einem Dreh mit RTL Hessen die folgende Single "Was dir fehlt" vor. Für den Musikclip arbeitet die Band erstmals mit Bläsern zusammen, was in einer neuen Version des Songs auch im Studio umgesetzt wurde. Im September 2020 gaben "Kafkas" bekannt, dass sie ein neues Album namens "Ringo" veröffentlichen werden. Vorab veröffentlichen sie am 25. September 2020 die Single "Gutes Gefühl", wozu es auch einen Videoclip gibt.
Im HR-Fernsehen lief am 18. Juni 2021 ein ausführlicher Beitrag über die Band in der Sendung "Maintower" [Musik mit Vogelgezwitscher - Video: | hr-fernsehen.de | Sendungen].
In der Sendung "Guten Morgen Österreich" waren Kafkas am 24. August 2023 zu Gast. Dort spielten sie die Songs "Die Königin" sowie "Lieber Got" und führten mit der Moderatorin Eva Pölzl einen Talk zum neuen Album "Ringo". Ausgestrahlt wurde die Sendung auf ORF2.
Am 25. August 2023 veröffentlichten Kafkas das neue Album namens "Ringo". Zum ersten Mal arbeiten Kafkas mit einem Majorlabel zusammen. Das Album erscheint digital über BMG. Dort auf dem Label "Appears Next" von BMG PM.

## Diskografie

### Alben
- 1996: Hypochonder
- 1997: Serotonin
- 1999: Sklavenautomat
- 2001: Privilegienthron
- 2010: Paula
- 2016: St. Helena
- 2023  Ringo

### EPs
- 1998: Hirnfutter
- 1998: Louise, Willi (Split-EP mit Killrays)
- 2004: Superrocker
- 2008: LD50
- 2014: Lebenslang